# VTV – Bài hát tôi yêu lần thứ 2
VTV – Bài hát tôi yêu lần thứ 2 hay VTV – Bài hát tôi yêu 2003, diễn ra từ tháng 3 đến 2003 đến tháng 1 năm 2004. Đây là mùa thứ hai của chương trình ca nhạc đồng thời là cuộc thi sản xuất video âm nhạc (MV) do Đài Truyền hình Việt Nam sáng lập và Đông Tây Promotion sản xuất. Mùa này của chương trình được tài trợ bởi nhãn hàng Enchanteur.
Sau khi VTV – Bài hát tôi yêu lần 1 kết thúc, đã có nhiều ca sĩ, nhạc sĩ đăng ký tham gia chương trình lần 2. Giải chính thức của chương trình lần này chỉ bình chọn cho các MV; riêng giải thưởng dành cho các ca sĩ và nhóm nhạc do Hội Nhạc sĩ Việt Nam quyết định. Các ca sĩ và nhóm nhạc nộp ca khúc đề cử đến hết ngày 20 tháng 5 năm 2003.  Có 40 ca khúc được duyệt vào đề cử, ban tổ chức sắp xếp quay video và bắt đầu phát sóng số đầu tiên từ ngày 1 tháng 7 năm 2003. 20 đề cử trong số này do khán giả bình chọn.

## Sản xuất

### Đề cử
VTV – Bài hát tôi yêu bắt đầu nhận đăng ký từ khoảng tháng 3 năm 2003. Các hạng mục giải thưởng vẫn như lần tổ chức đầu tiên (2002), với giải bài hát (MV) yêu thích nhất, giải ca sĩ yêu thích nhất, giải video clip có phong cách sáng tạo độc đáo nhất, giải bình chọn. Trong số 40 ca sĩ vào vòng 1, có 21 ca sĩ và nhóm nhạc lần đầu tiên tham gia. 16 đạo diễn đã được mời tham gia, trong đó 10 đạo diễn nhận quay 3 clip/người và 6 đạo diễn nhận quay hai clip/người. Nữ đạo diễn duy nhất trong chương trình là Việt Hương. Chi phí ban tổ chức khoán cho các tổ sản xuất được cao hơn lần tổ chức trước, cụ thể là 25 triệu đồng đồng/clip.

### Kiểm duyệt
MV Biết đâu của Tuấn Hưng đã bị loại ngay trước khi vòng 1 bắt đầu. Theo đại diện nhà tài trợ Enchanteur, ca khúc do Quốc Bảo sáng tác có giai điệu buồn không phù hợp tiêu chí chương trình, video do Phan Điền đạo diễn có những cảnh không phù hợp để phát sóng, nên cả MV bị loại. Thay thế cho MV này là MV "Cho người tình xa" của nhóm Techno do VTV thực hiện, mặc dù MV này trước đây đã bị đạo diễn Lê Phúc chê là không trong sáng, khiến nhóm phải quay MV "Mùa xuân yêu" để thay thế".

## Phát sóng

### Vòng 1

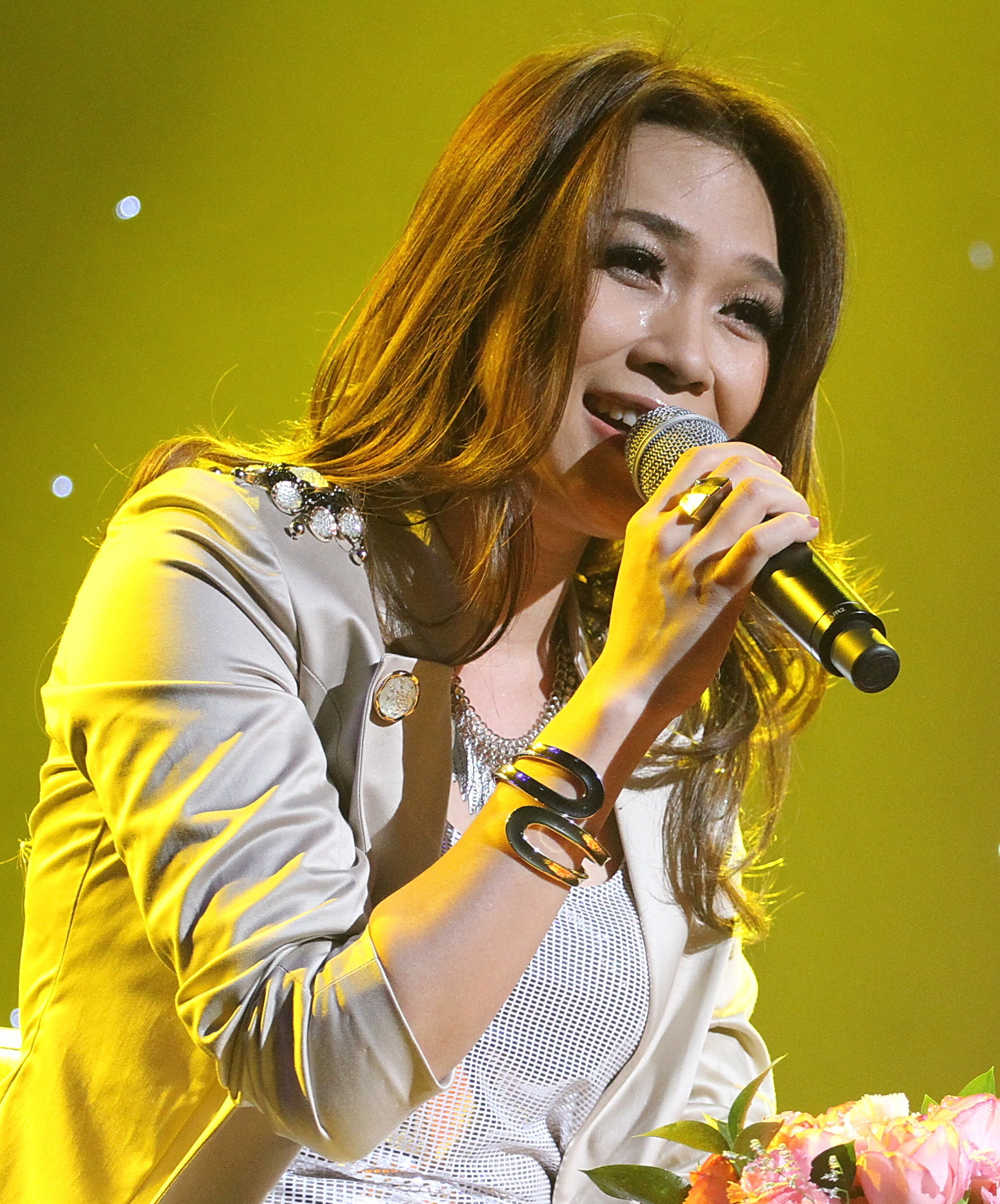
Ca sĩ Mỹ Tâm

Vòng 1 kết thúc ngày 15 tháng 10 năm 2003.
| Top 5 do khán giả bình chọn | Top 5 do khán giả bình chọn | Top 5 do khán giả bình chọn | Top 5 do khán giả bình chọn |
| MV                          | Ca sĩ                       | Tỉ lệ                       | Nguồn                       |
| --------------------------- | --------------------------- | --------------------------- | --------------------------- |
| "Giấc mơ tình yêu"          | Mỹ Tâm                      | 68%                         | [ 6 ]                       |
| "Dòng sông băng"            | Đan Trường                  | 61%                         | [ 6 ]                       |
| "Chuyện chàng cô đơn"       | AC&M                        | 54%                         | [ 6 ]                       |
| "Sóng tình"                 | MTV                         | 48%                         | [ 6 ]                       |
| "Đêm nay anh mơ về em"      | Lam Trường                  | 42%                         | [ 6 ]                       |

### Vòng 2
Vòng 2 bắt đầu từ 29 tháng 10 năm 2003. 20 MV được bình chọn nhiều nhất đã lọt vào vòng 2:
1. "Giấc mơ tình yêu" (Mỹ Tâm)
2. "Dòng sông băng" (Đan Trường)
3. "Tình yêu tìm thấy" (Quang Vinh)
4. "Chuyện chàng cô đơn" (nhóm AC&M)
5. "Sóng tình" (nhóm MTV)
6. "Đêm nay anh mơ về em" (Lam Trường)
7. "Em chưa biết yêu" (Cẩm Ly)
8. "Một ngày mới" (Hồng Nhung)
9. "Khúc samba rộn ràng" (Nini Khanh)
10. "Ngày gió và cánh diều" (nhóm Trio 666)
11. "Ánh sáng đời tôi" (Thu Minh)
12. "Em mơ về anh" (Mỹ Linh)
13. "Tình mẹ" (Phạm Thanh Thảo)
14. "Còn ta với nồng nàn" (Quang Dũng)
15. "Hãy hát lên" (nhóm Nhịp Điệu)
16. "Chuyện tình thảo nguyên" (Trần Thu Hà)

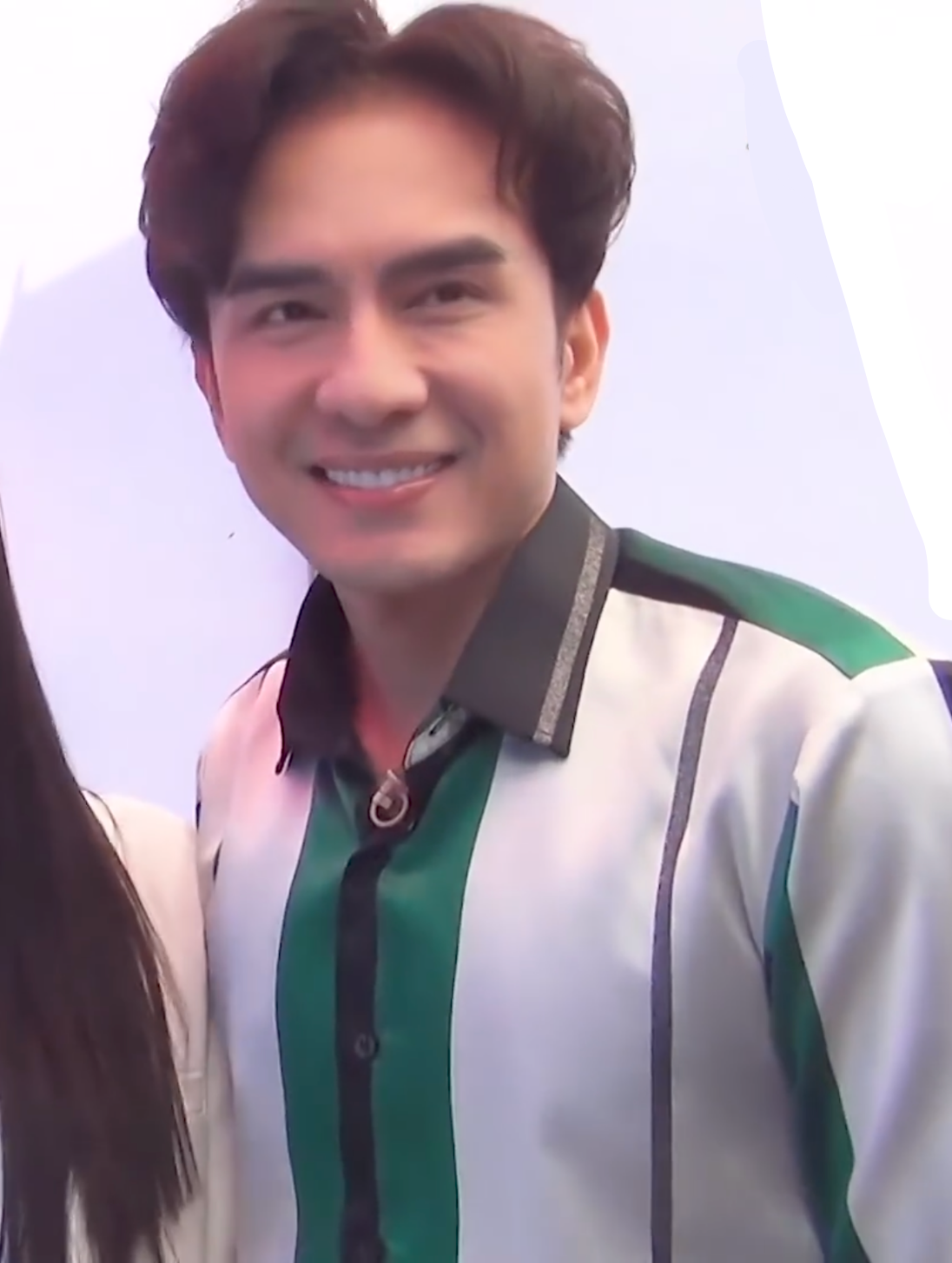
Ca sĩ Đan Trường

17. "Mùa thu vàng" (Minh Quân)
18. "Vì sao" (Mây Trắng)
19. "Phút giây đợi chờ" (Việt Quang)
20. "Vùng trời bình yên" (Hồng Ngọc)

### Chung kết
Kết thúc vòng 2, MV ca khúc "Dòng sông băng" của Đan Trường đứng đầu danh sách bình chọn của khán giả, với 57.887 lượt; tiếp sau là "Đêm nay anh mơ về em" (Lam Trường), "Giấc mơ tình yêu" (Mỹ Tâm), "Chuyện chàng cô đơn" (Nhóm AC&M), "Tình yêu tìm thấy" (Quang Vinh), "Sóng tình" (Nhóm MTV), "Còn ta với nồng nàn" (Quang Dũng), "Chuyện tình thảo nguyên" (Trần Thu Hà), "Một ngày mới" (Hồng Nhung), "Hãy hát lên" (Nhóm Nhịp điệu).

### Thay đổi giải thưởng
Sau hai vòng bình chọn, ban tổ chức nhận thấy kết quả bình chọn của khán giả là trái chiều và áp đảo kết quả do Hội đồng nghệ thuật đưa ra. Vì những ca sĩ có nhiều người hâm mộ hơn sẽ nắm khả năng thắng giải cao hơn, dẫn đến một số MV có chất lượng sẽ bị loại vì ít người bình chọn. Điều này đã xảy ra với hai MV "Em tôi" của Thanh Lam và "Cho nhau nụ cười" của Mỹ Lệ. Để đảm bảo chất lượng chung cuộc, ban tổ chức đã lập thêm hạng mục "Giải thưởng do khán giả bình chọn". Theo đó có 10 giải do khán giả, 5 giải của Hội đồng nghệ thuật và 2 giải do Hội Nhạc sĩ Việt Nam bình chọn được, sẽ có hạng mục được công bố trước lễ trao giải khoảng 1 tháng.

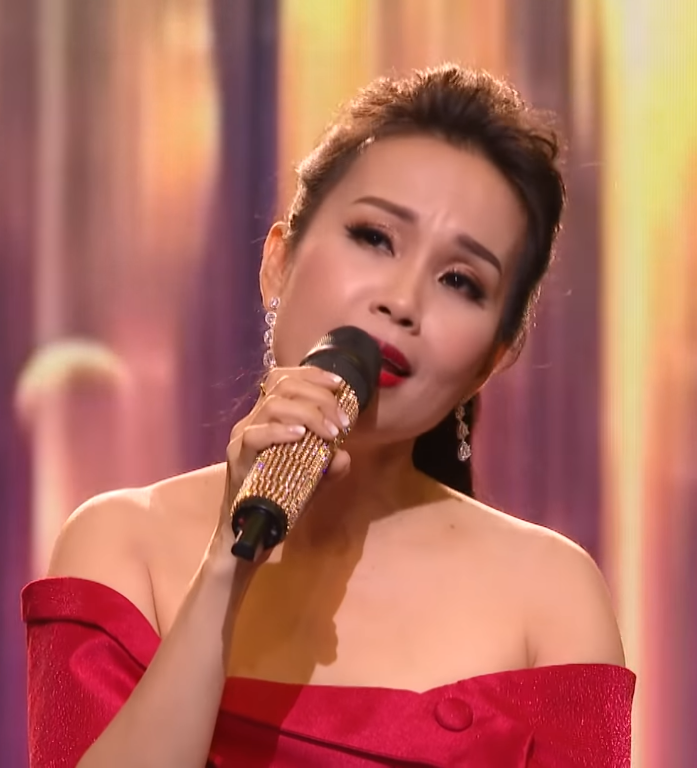
Ca sĩ Cẩm Ly

## Trao giải
Lễ trao giải được tổ chức vào lúc 20h00, ngày 15 tháng 1 năm 2004 (ban đầu dự định diễn ra tối 25 tháng 12 năm 2003) tại Nhà hát Hòa Bình, Thành phố Hồ Chí Minh với chủ đề "Đêm trời sao".
| Giải Khán giả bình chọn   | Giải Khán giả bình chọn | Giải Khán giả bình chọn | Giải Khán giả bình chọn    | Giải Khán giả bình chọn | Giải Khán giả bình chọn |
| MV                        | Ca sĩ                   | Đạo diễn                | Sáng tác                   | Quay phim               | Ghi chú                 |
| ------------------------- | ----------------------- | ----------------------- | -------------------------- | ----------------------- | ----------------------- |
| "Một ngày mới"            | Hồng Nhung              | Đoàn Minh Tuấn          | Huy Tuấn                   |                         |                         |
| "Dòng sông băng"          | Đan Trường              | Cảnh Đôn                | Hoài An                    |                         |                         |
| "Đêm nay anh mơ về em"    | Lam Trường              | Huỳnh Phúc Điền         | Bảo Chấn                   |                         |                         |
| "Giấc mơ tình yêu"        | Mỹ Tâm                  | Huỳnh Phúc Điền         | Quốc Bảo                   | Nguyễn Nam              | Người mẫu: Bình Minh    |
| "Tình yêu tìm thấy"       | Quang Vinh              | Huỳnh Phúc Điền         | Vĩnh Tâm                   |                         |                         |
| "Chuyện chàng cô đơn"     | AC&M                    | Minh Vy                 | Hoàng Bách                 |                         |                         |
| "Em chưa biết yêu"        | Cẩm Ly                  | Minh Vy                 | Minh Khang - Lý Huỳnh Long |                         |                         |
| "Sóng tình"               | MTV                     | Lâm Lê Dũng             | Tuấn Khanh                 |                         |                         |
| "Còn ta với nồng nàn"     | Quang Dũng              | Nguyễn Nam              | Trần Quốc Bảo              |                         |                         |
| "Chuyện tình thảo nguyên" | Trần Thu Hà             | Phạm Việt Thanh         | Trần Tiến                  |                         |                         |

| Giải thưởng của Hội Nhạc sĩ Việt Nam | Giải thưởng của Hội Nhạc sĩ Việt Nam | Giải thưởng của Hội Nhạc sĩ Việt Nam |
| Hạng mục                             | Nhận giải                            | Chú thích                            |
| ------------------------------------ | ------------------------------------ | ------------------------------------ |
| Ca sĩ trẻ triển vọng                 | Hồ Quỳnh Hương                       | [ 13 ] [ 15 ]                        |
| Nhóm nhạc                            | Trio 666                             | [ 15 ]                               |

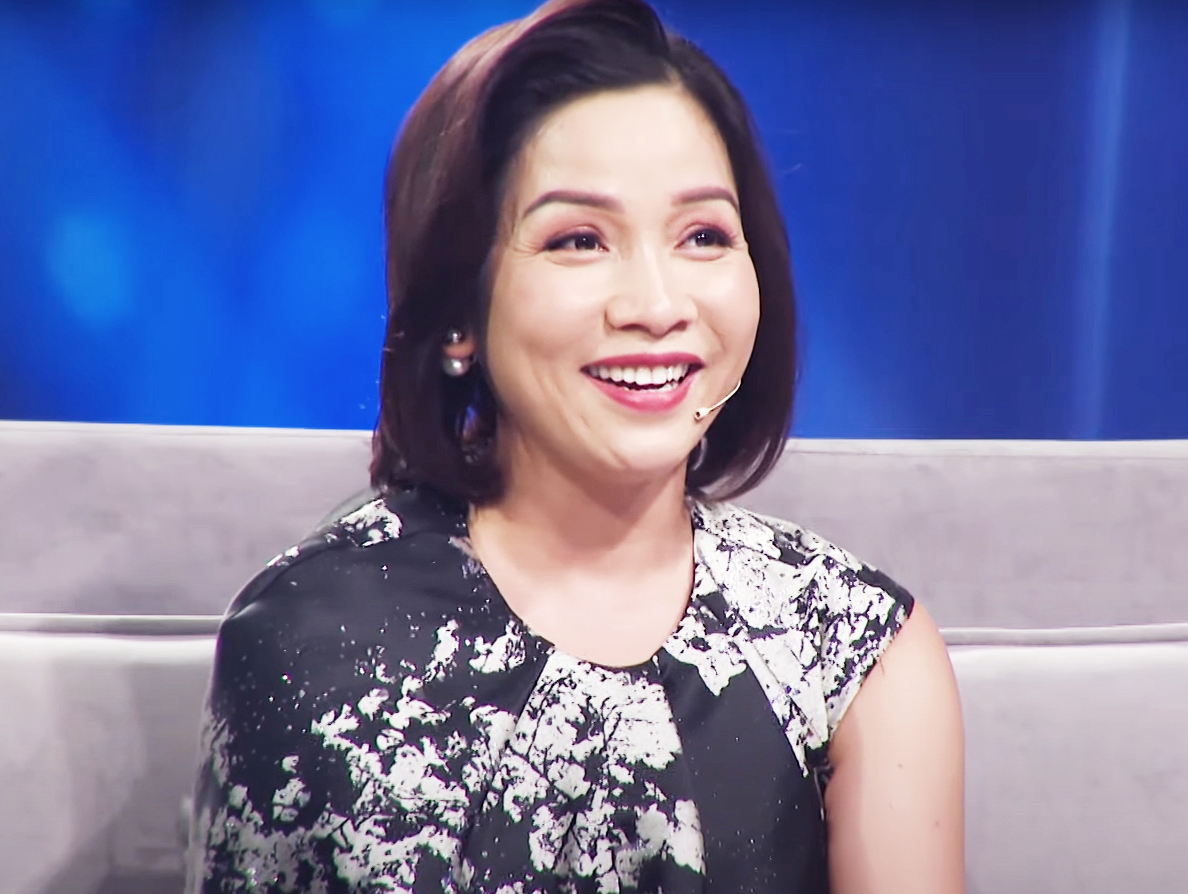
Ca sĩ Mỹ Linh

Hai giải "Triển vọng" đã được nhạc sĩ Đỗ Hồng Quân và Tôn Thất Lập - đại diện cho Hội nhạc sĩ Việt Nam - trao cho ca sĩ và nhóm nhạc đạt giải. Ngày 25 tháng 11 năm 2003, Hội đồng nghệ thuật tiến hành chọn ra 5 MV chiến thắng.
| Giải thưởng của Hội đồng nghệ thuật | Giải thưởng của Hội đồng nghệ thuật     | Giải thưởng của Hội đồng nghệ thuật | Giải thưởng của Hội đồng nghệ thuật | Giải thưởng của Hội đồng nghệ thuật |
| MV                                  | Ca sĩ                                   | Đạo diễn                            | Sáng tác                            | Quay phim                           |
| ----------------------------------- | --------------------------------------- | ----------------------------------- | ----------------------------------- | ----------------------------------- |
| "Em mơ về anh"                      | Mỹ Linh                                 | Đỗ Đức Thành                        | Huy Tuấn                            |                                     |
| "Giấc mơ tình yêu"                  | Mỹ Tâm                                  | Huỳnh Phúc Điền                     | Tường Văn                           | Nguyễn Nam                          |
| "Em tôi"                            | Thanh Lam                               | Phạm Hoàng Nam                      | Thuận Yến                           |                                     |
| "Sói con ngơ ngác"                  | Kasim Hoàng Vũ (đóng phụ họa: Chu Hùng) | Việt Tú                             | Trần Tiến                           |                                     |
| "Còn ta với nồng nàn"               | Quang Dũng                              | Nguyễn Nam                          | Trần Quốc Bảo                       |                                     |

## Các đề cử[4]
| Ca sĩ / nhóm nhạc                  | MV                            | Sáng tác                     | Đạo diễn        | Quay phim      | Ghi chú                                                 |
| ---------------------------------- | ----------------------------- | ---------------------------- | --------------- | -------------- | ------------------------------------------------------- |
| AC&M                               | Chuyện Chàng Cô Đơn           | Hoàng Bách                   | Minh Vy         |                |                                                         |
| Anh Thúy                           | Cho Anh Ngủ Trong Trái Tim Em | Bảo Chấn                     |                 |                |                                                         |
| nhóm Biển Xanh                     | Những Điều Lạ                 | Vũ Quốc Việt                 |                 |                |                                                         |
| Cẩm Ly                             | Em chưa biết yêu              | Minh Khang                   | Minh Vy         |                |                                                         |
| Đan Trường                         | Dòng Sông Băng                | Hoài An                      | Trần Cảnh Đôn   |                |                                                         |
| Đoan Trang                         | Tình Ca Muôn Đời              | Võ Thiện Thanh               |                 |                |                                                         |
| Hồng Ngọc                          | Vùng Trời Bình Yên            | Hữu Tâm                      |                 |                |                                                         |
| Hồng Nhung                         | Một ngày mới                  | Huy Tuấn                     | Đoàn Minh Tuấn  |                | Thay thế cho MV Thuở Bống Là Người (Trịnh Công Sơn)     |
| Kasim Hoàng Vũ                     | Sói Con Ngơ Ngác              | Trần Tiến                    | Việt Tú         |                |                                                         |
| Lam Trường                         | Đêm nay anh mơ về em          | Bảo Chấn                     | Huỳnh Phúc Điền | Nguyễn Nam     | người mẫu Ngọc Thúy MV được thực hiện tại Hãng phim Trẻ |
| Lê Uyên Nhi                        | Mong Chờ                      | Dương Đức Thụy               | Trọng Hòa       | Trọng Hòa      |                                                         |
| Lưu Thiên Hương                    | Luôn Gần Bên                  | Sơn Hải                      |                 |                |                                                         |
| Mây Trắng                          | Vì Sao                        | Vũ Quốc Việt                 |                 |                |                                                         |
| Minh Anh - Minh Ánh                | Chỉ Là Giấc Mơ                | Kim Ngọc                     | Nguyễn Đức Việt |                |                                                         |
| Minh Quân                          | Mùa Thu Vàng                  | Ngọc Châu                    | Nguyễn Nam      |                |                                                         |
| MTV                                | Sóng Tình                     | Tuấn Khanh                   | Lâm Lê Dũng     |                |                                                         |
| Mỹ Lệ                              | Cho Nhau Một Nụ Cười          | Minh Châu                    | Nguyễn Văn Nam  |                |                                                         |
| Mỹ Linh                            | Em Mơ Về Anh                  | Huy Tuấn                     | Đỗ Đức Thành    |                |                                                         |
| Mỹ Tâm                             | Giấc Mơ Tình Yêu              | Quốc Bảo                     | Huỳnh Phúc Điền |                |                                                         |
| Ngọc Anh                           | Câu Chuyện Tình Yêu           | Ngọc Anh                     |                 |                |                                                         |
| Nguyệt Anh                         | Cõi Tình                      | Lê Quang                     |                 |                |                                                         |
| nhóm Nhịp Điệu                     | Hãy Hát Lên                   | Vũ Quốc Việt                 |                 |                |                                                         |
| Nini Khanh                         | Khúc Samba Rộn Ràng           | Đỗ Đình Phúc                 |                 |                |                                                         |
| Phạm Thanh Thảo                    | Tình Mẹ                       | Nguyễn Nhất Huy              | Phạm Hoàng Nam  | Đoàn Minh Tuấn |                                                         |
| Phương Thùy                        | Phố Mưa                       | Tường Văn                    |                 |                |                                                         |
| Quang Dũng                         | Còn Ta Với Nồng Nàn           | Trần Quốc Bảo                | Nguyễn Nam      |                | Người mẫu: Hồ Ngọc Hà                                   |
| Quang Hà                           | Tình Yêu Ban Đầu              | Xuân Thủy                    | Lê Việt Hương   | Việt Tân       |                                                         |
| Quang Vinh                         | Tình Yêu Tìm Thấy             | Vĩnh Tâm                     |                 |                |                                                         |
| Hồ Quỳnh Hương                     | Hoài Niệm                     | Hà Dũng                      |                 |                |                                                         |
| Tấn Minh                           | Thu Xa                        | Tường Văn                    | Nguyễn Đức Việt |                |                                                         |
| Thanh Lam                          | Em Tôi                        | Thuận Yến                    | Phạm Hoàng Nam  |                |                                                         |
| Thu Minh                           | Nhớ Anh                       | Kỳ Phương                    |                 |                |                                                         |
| Thu Phương                         | Như Chưa Bắt Đầu              | Đức Trí                      |                 |                |                                                         |
| Thùy Dung                          | Có Một Ngày                   | Phú Quang - Nguyễn Khoa Điềm |                 |                |                                                         |
| Tình Bạn                           | Mùa Hè Vui                    | Minh Sơn                     | Phạm Việt Thanh |                |                                                         |
| Tô Minh Thắng                      | Giá Băng                      | Mạnh Hùng - Tuấn Nghĩa       |                 |                |                                                         |
| Trần Tâm                           | Hãy Thắp Anh Sáng             | Kim Tuấn                     |                 |                |                                                         |
| Trần Thu Hà                        | Chuyện Tình Thảo Nguyên       | Trần Tiến                    | Phạm Việt Thanh |                |                                                         |
| Trio 666                           | Ngày Gió Và Cánh Diều         | Tuấn Khanh                   |                 |                |                                                         |
| Việt Quang                         | Biết Bao Giờ                  | Vũ Quốc Việt                 |                 |                |                                                         |
| Ca khúc bị loại / không được duyệt |                               |                              |                 |                |                                                         |
| Tuấn Hưng                          | Biết Đâu                      | Quốc Bảo                     |                 |                |                                                         |

### Các nghệ sĩ lần đầu tham gia
Anh Thúy, Tô Minh Thắng, Nhóm Trio 666, Nhóm Tình Bạn, Thu Minh, Hồ Quỳnh Hương, Quang Hà, Quang Dũng, Đoan Trang, Nhóm Nhịp Điệu, Nini Khanh, Kasim Hoàng Vũ, Phạm Thanh Thảo... Đoan Trang, Nguyệt Ánh, AC&M, Biển Xanh, Trần Tâm

## Nhận xét
Thực tế, ở VTV - Bài hát tôi yêu lần 2 - 2003, chỉ có khoảng 5 - 7 clip vượt trội về mọi mặt. Các clip này mang tính nhất quán cao giữa nội dung tác phẩm với hình thức thể hiện, kỹ thuật tuy "cũ người mới ta", nhưng đem đến cho người xem cảm giác có đầu tư, có bài bản, có hơi thở mới. Đặc biệt, vài MV tùy ý sử dụng video từ các phim hoạt hình nước ngoài, đây là điều BTC cần chú ý vì đã rơi vào tình trạng vi phạm bản quyền.